# 马来西亚国籍法
马来西亚公民是指拥有马来西亚国籍的人士，公民的国籍身份述于《马来西亚联邦宪法》第14至31条文，相关的法律规范述于《1964年公民权条规》。
取得马来西亚公民权有四种方法：
- 自动（；）
- 注册（；）
- 归化（；）
- 领土合并（Pencatuman wilayah；）

根据《马来西亚联邦宪法》第29(1)条文，所有马来西亚公民皆为英联邦公民（Commonwealth Citizen）。

## 历史
1948年至1959年之间，随着马来亚各殖民地获得自治，即获得称为「英籍人士：马来亚联合邦公民」的特立英国国籍类别，后来演变成「马来西亚国籍」。

## 规定

### 自动成为公民
|                              | 下列人士在马来西亚成立日以前出生的是依法生效之公民，即： 1. 所有在独立日之前依1948年马来亚联合邦条约（Federation of Malaya Agreement 1948）任何规定之效力而成为联邦公民之人士，无论是依法生效或其它方式； 2. 所有从独立日起至1962年10月为止在联邦出生之人士； 3. 所有在1962年9月之后生在联邦的、出生时至少父亲或母亲是联邦公民或永久居民之人士；或者，所有在出生时未成为他国公民之人士； 4. 所有在独立日或之后生于联邦外的、出生时父亲是公民并且也是出生于联邦、或者他出生时正处在联邦政府或某州政府的服务下； 5. 所有在独立日或之后生于联邦外的人士、出生时父亲是公民、并在他出生后的一年内、或在联邦政府所允许的更长时期或待定情况下，向联邦领事馆办出生登记的，或者，如果此事发生在新加坡、砂拉越、汶莱或北婆罗洲的，则向联邦政府办出生登记的。 下列人士在马来西亚成立日或以后出生的是依法生效的公民： 1. 所有生在联邦、出生时至少父亲或母亲是联邦公民或永久居民之人士；及 2. 所有生在联邦外、出生时父亲是公民并且也是在联邦出生、或者他出生时正处于联邦政府或某州政府的服务下之人士；及 3. 所有生在联邦外之人士、出生时父亲是公民、并在他出生后的一年内、或在联邦政府所允许的更长时期或待定情况下，向联邦领事馆办出生登记，或者，如果此事发生在汶莱，则向联邦政府办出生登记；及 4. 所有生在新加坡之人士、出生时至少父亲或母亲是公民，以及除了依照本项以外，该人出生时并没有以其它任何方式成为一名公民的；及 5. 所有生在联邦、在出生时，除了依照本项之外，没有以其它任何方式成为任何国家公民之人士。 |
| ——《马来西亚联邦宪法》附件二 | |

### 取得公民权
一个人可以通过「注册」或「归化」的方式成为马来西亚公民。在通过注册的情况下，根据法律的规定下某人是公民但尚未登记，则该人在提出申请后有权直接获得公民身份，并被注册为马来西亚公民。对于归化的情况，这是指允许非马来西亚公民成为公民的过程。通过归化申请成为马来西亚公民者需服从马来西亚联邦政府的要求和条件。持有马来西亚国籍的人士也不得持有其他任何国家的国籍，这是因为马来西亚不允许多重国籍。若一名大马公民依法律程序自动成为公民，同时也以同样的方式获得他国公民权，并没有犯下联邦宪法第24（1）条文，因为当事人有权拥有两个国籍。若当事人申请或使用他国的护照或旅游证件，即触犯联邦宪法第24（2）条文。
《马来西亚联邦宪法》第三部分规定，那些通过注册申请公民的外国人士必须具有「马来语基础知识」，必须对马来语有足够的了解，并且在过去十二年中有十年（包括紧接申请前的十二个月）在马来西亚居住；但是，由于没有关于什么构成马来语基础知识或充分知识的客观定义，因此在实践中，测试通常是主观的，有时甚至在是否需要马来语书面知识方面也有所不同。

### 槟城州和马六甲州的特殊案例
几项早期独立的法案并没有提及表示新独立的前英国殖民地国家之公民会丧失英国殖民地的国籍。一个值得注意的例子是现在的马来西亚槟城州和马六甲州是英国的前海峡殖民地（Straits Settlements）。这两个前海峡殖民地已于1948年与马来亚半岛的其他九个州属合并成立了「马来亚联合邦」（Federation of Malaya）。 1957年8月31日马来亚联合邦独立后，来自马来亚半岛各州的居民丧失了他们的「受英国保护人士」（British Protected Persons，BPP）身份。但是，由于海峡殖民地的华人（被称为「女王陛下保护的华人」）并非BPP而是「英国与殖民地公民」（Citizen of the United Kingdom and Colonies，CUKC），因此英国政府和马来亚政府同意，在接纳槟城和马六甲的CUKC人士为马来亚公民的同时，不撤销他们的英国CUKC公民权。
1963年9月16日，北婆罗洲，砂拉越和新加坡的英国殖民地与马来亚联合邦组成了马来西亚（新加坡随后于1965年离开马来西亚）。1963年，CUKC从获得马来西亚国籍的资格中被删除，但这并不影响联邦的现有公民。
因此，在1957年8月31日之前与槟城和马六甲有联系的人，以及在1983年之前与有这种联系的父亲有合法血统关系的人，构成了最大拥有英国海外公民（British Overseas Citizens，BOC）的群体（估计超过100万），其中绝大多数人还拥有马来西亚公民的身份。但由于《英国国籍法》规定英国海外公民权不能被继承超过两代，因此随着时间的推移，持有这种公民权的马来西亚公民将会越来越少。

## 沙巴与砂拉越的永久居留权
沙巴和砂拉越的永久居留权与馬來半島其他11个马来西亚州不同。即使是马来西亚公民也未必能够在沙巴和砂拉越永久居留。虽然沙巴和砂拉越在移民事务上都有自治权（包括对马来西亚半岛居民施加移民限制），但沙巴和砂拉越的永久居民不受本州的移民管制。沙巴或砂拉越永久居民的马来西亚公民儿女将拥有沙巴或砂拉越永久居留权，无论该人在何处出生。除非沙巴或砂拉越的出生，否则不会使该人成为沙巴或砂拉越的永久居民，除非该人的父母之一是永久居民。通过获得相应国家移民部门颁发的永久居留（PR）身份，一个人可以成为沙巴或砂拉越的永久居民。
马来西亚身份证上照片下方的字母前缀表示一个人的永久居留身份，其中H代表该人拥有沙巴的永久居留权，K则代表拥有砂拉越的永久居留权。而马来西亚护照也采用了类似的方案，区别在于护照号码的字母前缀：H代表该人拥有沙巴的永久居留权，K代表拥有砂拉越的永久居留权，而A则代表没有在沙巴或砂拉越拥有永久居留权的马来半岛居民。
| 身份         | 身份证右下角字母 | 护照编号字母前缀 | 永久居留权 | 永久居留权 | 永久居留权 | 永久居留权 |
| 身份         | 身份证右下角字母 | 护照编号字母前缀 | 半岛十一州 | 沙巴       | 砂拉越     | 联邦直辖区 |
| ------------ | ---------------- | ---------------- | ---------- | ---------- | ---------- | ---------- |
| 马来西亚公民 | —                | A                | 是         | （90天）   | （90天）   | 是         |
| 马来西亚公民 | H                | H                | 是         | 是         | （90天）   | 是         |
| 马来西亚公民 | K                | K                | 是         | 是         | 是         | 是         |

## 英联邦公民

英联邦成员国

根据《英国国籍法》和《马来西亚联邦宪法》，所有马来西亚公民皆为英联邦公民（Commonwealth Citizen），昔日通称为英籍人士（British Subject）、英国臣民或英国子民。马来西亚公民在英国和其他英联邦国家中享有某些权利。例如，他们可以在所有的选举中投票（包括欧洲议会的选举），担任公职以及担任英国的陪审团成员。马来西亚公民也能够在英国驻非英联邦成员国（没有马来西亚大使馆常驻的非英联邦国家）的大使馆和外交代表机构得到英国领事保护。此外，马来西亚公民若在没有马来西亚大使馆常驻的非英联邦成员国遗失马来西亚护照或需要更新护照，英国大使馆和外交代表机构可为其签发一本国籍为「英联邦公民」的英国紧急护照。
|                                     | 基于本联邦在英联邦内之地位，任何本联邦公民皆可依其公民权享有与其他英联邦国家公民共有之英联邦公民权。 （英文原文：In accordance with the position of the Federation within the Commonwealth, every person who is a citizen of the Federation enjoys be virtue of that citizenship the status of a Commonwealth citizen in common with the citizens of other Commonwealth countries.） |
| ——《马来西亚联邦宪法》第29(1)条文。 | |

马来西亚公民可享有的英联邦公民权利包括：
- 除非有其他丧失资格的条件下（例如：被监禁），否则只要他们已登记投票并拥有有效的逗留证件，就能在所有选举（即议会选举、地方选举和欧洲议会选举）中投票。[9][10]
- 除非有其他丧失资格的条件下（例如：被监禁），否则他们有权获得英国下议院的选举权和被选举权，只要他们拥有无限期的居留许可，或不需要根据《1971年移民法》（第77条文）获得进入或留在英国的许可。[11]
- 除非有其他丧失资格的条件下（例如：被监禁），否则他们应当获得英国上议院的席位，只要是符合资格的贵族或主教人员。
- 除非有其他丧失资格的条件下（例如：被监禁），否则他们应有担任公职的资格（例如：法官、地方法官、政府内阁部长、警员、武装部队成员等）。

## 公民权之终止

### 自愿放弃公民权
依据《马来西亚联邦宪法》第23条文，任何21岁以上心智健全、已拥有他国国籍或有意成为他国公民者，可向马来西亚联邦政府登记，声明自愿放弃公民权，如此该人士的马来西亚公民权即终止。

### 双重国籍
依据《马来西亚联邦宪法》第24条文，如果联邦政府确信任何马来西亚公民已经以登记、入籍或其它故意及正式之行动（婚姻除外）获取他国公民权、故意向外国申请及行使任何包含在该国法律、相当于公民所专有之权利、在外国任何政治选举中行使投票权者、申请或使用他国政府所发放的护照，联邦政府可剥夺该公民之马来西亚公民权。

### 通过注册或归化入籍的公民权之剥夺
依据《马来西亚联邦宪法》第25条文，一位通过「注册」或「归化」方式入籍的马来西亚公民（即原先为他国公民者）如被发现有以下行为，联邦政府可剥夺该入籍公民之马来西亚公民权。
- 该人的言行表明其对联邦不忠或不满。
- 在联邦曾参与或正进行的战争中，该人曾同敌方进行非法贸易往来，或曾从事或参与明知属于资敌行为的任何商业活动
- 在登记或发给国籍证书取得公民资格之日起五年内，曾在他国被判处十二个月以上监禁或相当于马币五千元以上罚款，而未获无条件赦免者。
- 未经联邦政府批准擅自接受任何外国政府，或其政治性下属机构，或其代理机构的职务、职位或雇用，为它们服务或执行任务，而担任此类职务、职位或工作须作效忠宣誓、保证或声明者。
- 连续五年侨居国外，但并非为联邦服务或联邦政府所参加的国际组织服务的情况下，或并未每年到联邦的领事馆登记表明他愿意继续保留其公民资格。
- 经由欺诈、虚假资料或隐瞒重要事实等手段获得公民权。
- 在失误的情况下生效或批准。
- 通过婚姻入籍者，在结婚后两年期间与令她得以登记成为公民的伴侣之婚姻取消（伴侣去世除外）。

## 争议

### 女性海外产子案件
2022年8月5日，马来西亚上诉法院于2对1推翻海外产子自动获公民权，这也引起马来西亚女性的批评。家庭前缘组织也反对内政部对待法律。

## 护照免签待遇

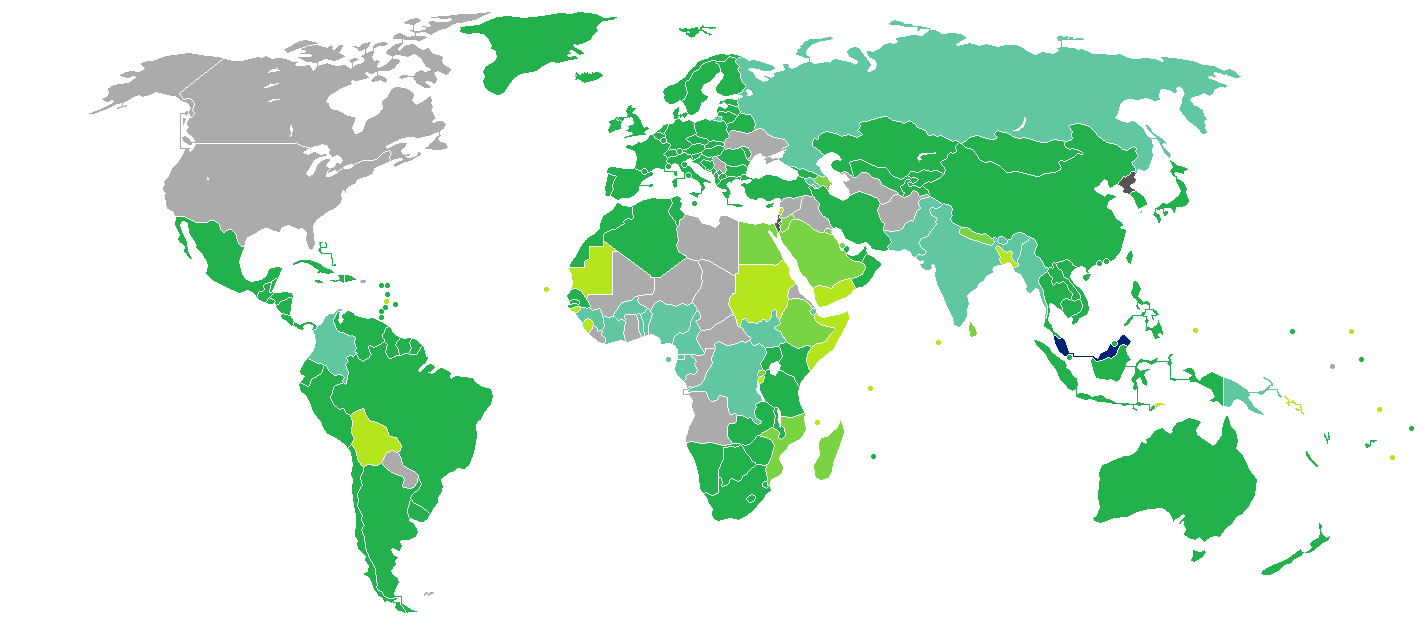
马来西亚公民的免签证待遇

截至2020年10月，马来西亚公民在全球护照能力排名中的总得分为178分。根据签证限制指数，马来西亚护照在全球排名第十四，亦是发展中国家和穆斯林占多数的国家中排名最高的护照。
马来西亚护照上写着「本护照对除以色列以外的所有国家都有效」，马来西亚政府仅允许基督教朝圣者前往以色列朝圣。此外，马来西亚护照持有者可在英国、部分英国海外领土和英国皇家属地、巴貝多、多米尼克、哥伦比亚、墨西哥、巴拿马和毛里求斯等国享有长达6个月的免签证待遇。
2017年9月，马来西亚宣布，金正男遇刺事件导致马来西亚与朝鲜关系紧张，马来西亚将禁止所有马来西亚公民前往朝鲜旅行。